# 나카시마 유키 (축구 선수)
나카시마 유키(일본어: 中島 裕希, 1984년 6월 16일 ~ )는 일본의 축구 선수로 현재 J1리그의 마치다 젤비아에서 공격수로 활약하고 있다.

## 구단 경력
그는 2003년부터 J리그의 가시마 앤틀러스, 베갈타 센다이, 몬테디오 야마가타, FC 마치다 젤비아에서 뛰었다.

## 수상 및 주요 성적

### 클럽
가시마 앤틀러스
- J1리그 : 3위 (2003)
- J리그컵 : 준우승 (2003)
- 천황배 : 4강 (2003)

베갈타 센다이
- J1리그 : 4위 (2011)
- J2리그 : 우승 (2009), 3위 (2008), 4위 (2007)
- 천황배 : 4강 (2009)

몬테디오 야마가타
- J2리그 : 3위 (2014)
- 천황배 : 준우승 (2014)

마치다 젤비아
- J2리그 : 우승 (2023), 4위 (2018)